# روزنا (مسلسل)
روزنا مسلسل تلفزيوني سوري، تأليف جورج إبراهيم عربجي و إخراج عارف الطويل. بطولة بسام كوسا، جيانا عيد، نادين تحسين بك، ميلاد يوسف، عامر علي. بُث أول مرة خلال الموسم الرمضاني 1439هـ / 2018م.

## قصة المسلسل

### عنوان المسلسل
العنوان مأخوذ من أغنية تراثية حلبية تحكي قصة سفينة تركية تدعى «روزنا» حاولت إغراق سوق لبنان بالبضائع والمحاصيل الزراعية التركية لتدميره إقتصادياً، فتدخل التجار الحلبيون واشتروا المحاصيل من لبنان وأنقذوا السوق وأفشلوا المخطط التركي.

### أحداث المسلسل
تدور أحداث المسلسل حول عائلة «وفا» حلبية و التى يجسد فبها بسام كوسا دور الأب و التى تتعرض لمحن متتالية، يخسر وفا منشأته صناعية والتى تتعرض للدمار والسرقة من قبل المسلحين خلال الحرب السورية (2012 - 2016)، كما يتعرض أبنه الوحيد للإصابة جسيمة جراء استهدافه من قبل المسلحين وهو في طريقه إلى دمشق ما يضطر العائلة للانتقال إلى دمشق لمتابعة حالته الصحية، كما يتعرض منزلهم لتدمير وهو ما يؤدي إلى فقدان وفا لكل ما يملك ويعود لنقطة الصفر فيضطر للعمل في عدة مهن لتأمين مصدر رزق لعائلته.

## الممثلون
- بسام كوسا
- جيانا عيد
- نادين تحسين بك
- ميلاد يوسف
- عامر علي
- هبة زهرة
- بلال مارتيني
- رامى أحمر
- اندريه اسكاف
- توفبق إسكندر
- انطوانيت نجيب
- سلوى جميل
- تولاى هارون
- روعة السعدي
- غسان مكانسي
- ببردو برصومان
- إبراهيم عيسى
- قسورة عثمان
- ناصر وردياني
- رضوان سالم
- غسان الذهبي
- مالك محمد
- سمر عبد العزيز
- عبد السلام البدوي
- راكان تحسين بك
- رنيم الباشا
- فارس الحلبي
- على كريم
- فاتن شاهين
- أحمد خليفة
- نديم الشرباتي
- قاسم ملحو